# Helene Hellmark Knutsson
Helene Hellmark Knutsson, née le 12 septembre 1969 à Stockholm (Suède), est une femme politique suédoise. Membre du Parti social-démocrate suédois des travailleurs (SAP), elle est ministre de l'Enseignement supérieur et de la Recherche au sein du gouvernement Löfven depuis 2014.